# 吕丽萍
吕丽萍（1960年4月3日—），中国電影、電視劇女演员，中国共产党党员，出生于北京市。

## 事业
- 1984年毕业于中央戏剧学院表演系，即被分配至上海电影制片厂。同年，在黄蜀芹导演的影片《童年的朋友》中饰演罗姐，这也是吕丽萍的电影处女作。此后参与演出了许多影视作品，并获得观众的好评[來源請求]。

- 1988年，在吴天明导演的影片《老井》中饰演段凤喜（旺泉媳妇），与饰演孙旺泉的张艺谋演对手戏，获得了成功[來源請求]。因此获得了当年度的中国电影金鸡奖和《大众电影》百花奖的最佳女配角，以及中国电影表演艺术学会奖。同年的《龙年警官》一片，吕丽萍与当时还是自己丈夫的张丰毅共同出演。张丰毅是吕丽萍的第一任丈夫， 1989年3月，儿子张博宇出世。1991年，吕丽萍与张丰毅离婚。但两人离婚之后就不愿在公众面前提到此片。

- 1990年参与演出了夏钢导演的、被称为是“（20世纪）90年代中国都市电影开先河之作”的《遭遇激情》。

同年还参与演出冯小宁导演的、反映环境问题的科幻电影《大气层消失》。
- 1990年可谓是吕丽萍高产的一年，她除了参与了多部电影演出之外，还在黄蜀芹导演的电视剧《围城》中饰演孙柔嘉，开始被电视观众认识并认可。并且因此再次获得了表演学会奖[來源請求]。

- 1991年参与演出的电视剧《编辑部的故事》使吕丽萍获得了电视观众的广泛好评。在这部由北京电视艺术中心制作的长篇电视连续剧中，吕丽萍扮演的是一名普通的杂志社编辑。生活化的对白和剧情让观众在观看当中获得了共鸣[來源請求]。吕丽萍也因此获得了中国电视飞天奖最佳女演员奖。

- 1992年，在周晓文导演的影片《青春无悔》中饰演刘洁。再次获得了《大众电影》百花奖最佳女配角。

- 1993年，在田壮壮导演的影片《蓝风筝》中扮演了陈樹娟（妈妈）一角，与多位著名演员共同完成了这部讲述文革及文革前普通人生活的电影。但后来本片在中国大陆地区被禁映，所以很多人没能欣赏到吕丽萍在本片中的表演。吕丽萍凭本片获得了第六届东京国际电影节最佳女演员奖和第一届新加坡国际电影节最佳女演员奖。

- 1993年吕丽萍的演艺生涯达到了一个高峰，这一年她获得了首届“中国十大影视明星”的称号。并且在当年创办了“北京群星表演艺术学校”。此后一段时间，吕丽萍逐渐淡出了演艺圈，把主要精力放在了学校的教学和管理上。

- 1996年吕丽萍重新开始演出影视剧。1996年出演了大连电视台摄制的电视剧《雷锋的死与我有关》，在其中扮演了乔安山的妻子。此后，吕丽萍参与演出了多部独立制作电影。1997年参与演出路学长的电影《长大成人》，但并未引起广泛反响。同年参与演出了张扬导演的电影《爱情麻辣烫》。在这部由五部分故事组成的电影中，吕丽萍在第三部分“十三香”里扮演了一名处于“中年危机”的普通女性，与濮存昕扮演的丈夫进行着离婚“拉锯战”。

- 1996年春天，吕丽萍带着儿子在北京先农坛观看篮球赛，认识了从四川全兴队退役的足球运动员陶伟。1999年12月16日，吕丽萍和陶伟在洛杉矶华清信会教堂举行了婚礼。[2]

- 1999年在香港独立导演余力为的影片《天上人间》中饰演电梯小姐阿燕。吕丽萍因此片获得了1999年台湾电影金马奖的最佳女配角提名。在此期间，吕丽萍也参演了多部电视剧和贺岁电视短剧。

- 2001年无疑是吕丽萍的又一个演艺高峰。在黄建新导演的轻喜剧电影《谁说我不在乎》中，扮演了一名因为找不到结婚证而对生活、婚姻产生怀疑的中年母亲谢雨婷。同年在康洪雷导演的长篇电视连续剧《激情燃烧的岁月》中，扮演了石光荣的妻子褚琴。《激情燃烧的岁月》的热播让吕丽萍再次获得人们的关注。也有人认为，这部剧真正引起人们注意的，是它的剧情和孙海英（饰演石光荣）的表演，吕丽萍的演出并没有很好的表现。但无论如何，吕丽萍因本片获得了第三届中国电视金鹰奖最受欢迎女演员奖[來源請求]。

- 2002年出演《激情燃烧的岁月》之后，吕丽萍与孙海英合作演出彭小莲导演的影片《假装没感觉》，并拍摄纪录片《心中的节日》。

- 2010年，凭《玩酷青春》中单身母亲一角获得第47届金马奖最佳女主角奖。

## 家庭
1988年，吕丽萍和演员张丰毅结婚，两人育有儿子张博宇，1991年二人离婚。2001年8月2日，吕丽萍因性格不合和陶伟结束婚姻。2002年，吕丽萍与孙海英在沈阳登记结婚， 孙海英当时是沈阳话剧团的演员。关于他们的婚姻生活，吕丽萍曾在访谈节目《影视风云》中透露说，她的丈夫孙海英是个急性子，凡事都 「反应过快」， 常常使她 ‘跟不上节奏’。 另外她说最不能容忍的是孙海英爱上网的习惯。

## 宗教信仰
真葡萄树基督徒教会（True Vine Christian Church Pomona）长老。

## 爭議
2011年6月29日，吕丽萍在她的新浪微博上转发某位牧师反对同性恋者的言论，并注转发理由“给力”、“兄弟姊妹转起来”等内容，遭到中国大陸同性恋群体抵制以及中国大陸社会活动人士的反对，中国大陸社会学家李银河也在她自己的微博（页面存档备份，存于）表示“如果是个普通老百姓也就罢了，有人开放，有人保守，是很自然的。可是作为公众人物发表这样反动的言论就不可原谅。”。吕丽萍反同志言论也很快便引起媒体热议，搜狐，网易，以及台湾媒体都大肆报道并批评了吕丽萍的反同志言论。信（蘇見信）更是飙脏话愤怒回应吕丽萍。甚至连一向立场保守的官媒央视也在节目中称应“尊重每个群体的自我选择。”
金馬影后呂麗萍的反同志言論，風波繼續延燒。依金馬獎慣例，上屆得主將獲邀次年出席頒獎，但金馬獎7月1日在知會主席侯孝賢之後，由執委會作出回應：「金馬不能控制得主的發言，但不支持也不認同任何歧視言論。關於邀請呂小姐來台頒獎一事，金馬會暫緩進行。」

## 作品

### 电影
| 年   | 中文名                     | 角色       | 备注 |
| ---- | -------------------------- | ---------- | ---- |
| 1984 | 《童年的朋友》             | 罗姐       |      |
| 1985 | 《张家少奶奶》             | 客串       |      |
| 1985 | 《大树底下》               | 五月       |      |
| 1986 | 《老井》                   | 段喜凤     |      |
| 1986 | 《嘿！哥儿们》             | 客串       |      |
| 1987 | 《危险的蜜月旅行》         | 客串       |      |
| 1988 | 《龙年警官》               | 妻子       |      |
| 1988 | 《荒火》                   | 景颇族女子 |      |
| 1990 | 《大气层消失》             | 妇女       |      |
| 1990 | 《围城》                   | 孙柔嘉     |      |
| 1990 | 《遭遇激情》               | 梁小清     |      |
| 1991 | 《青春无悔》               | 前妻       |      |
| 1991 | 《独身女人》               | 客串       |      |
| 1997 | 《爱情麻辣烫》             | 淑慧       |      |
| 1997 | 《编辑部的故事之万事如意》 | 戈玲       |      |
| 1998 | 《北京人》                 | 增思婴     |      |
| 1999 | 《天上人间》               | 阿燕       |      |
| 2000 | 《好日子一块过》           | 陆姐       |      |
| 2001 | 《谁说我不在乎》           | 谢雨婷     |      |
| 2001 | 《假装没感觉》             | 妈妈       |      |
| 2002 | 《心中的节日》             | 客串       |      |
| 2003 | 《团圆两家亲》             | 欣然       |      |
| 2008 | 《二十四城记》             | 大丽       |      |
| 2010 | 《堵车》                   | 年华       |      |
| 2010 | 《山楂树之恋》             | 客串       |      |
| 2010 | 《玩酷青春》               | 罗素芳     |      |
| 2010 | 《百合》                   | 女作家     |      |
| 2011 | 《一八九四·甲午大海戰》    | 慈禧太后   |      |
| 2012 | 《今世姻缘》               | 姚金娥     |      |
| 2016 | 《非同小可》               |            |      |

### 电视剧
| 年   | 中文名               | 角色       | 备注     |
| ---- | -------------------- | ---------- | -------- |
| 1987 | 《山月》             | 山月       |          |
| 1989 | 《围城》             | 孙柔嘉     |          |
| 1990 | 《编辑部的故事》     | 戈玲       |          |
| 1996 | 《雷锋的死与我有关》 | 乔安山妻子 |          |
| 1997 | 《康熙情锁金殿》     | 韩母       |          |
| 1997 | 《看不见的太阳》     | 客串       |          |
| 1998 | 《来来往往》         | 段丽娜     |          |
| 1998 | 《家有仙妻2》        | 卓寡妇     |          |
| 2001 | 《少年黄飞鸿》       | 吴娴       |          |
| 2001 | 《七品钦差》         | 满夫人     |          |
| 2001 | 《激情燃烧的岁月》   | 褚琴       |          |
| 2001 | 《大栅栏》           | 慈禧太后   |          |
| 2002 | 《群英会》           | 凤姨       |          |
| 2002 | 《十三格格》         | 慈禧太后   |          |
| 2002 | 《大脚马皇后》       | 马皇后     |          |
| 2003 | 《大唐歌飞》         | 梅妃       |          |
| 2003 | 《射雕英雄传》       | 李萍       |          |
| 2004 | 《皇后驾到》         | 马皇后     |          |
| 2006 | 《非常夫妻》         | 田歌       |          |
| 2006 | 《谁为梦想买单》     | 马翠兰     |          |
| 2006 | 《最亲的敌人》       | 唐大夫     |          |
| 2007 | 《大山的儿子》       | 邓淑芬     |          |
| 2008 | 《天地民心》         | 刘氏       |          |
| 2008 | 《天伦劫》           | 林秋霞     |          |
| 2009 | 《人活一张脸》       | 潘凤霞     |          |
| 2010 | 《你是我兄弟》       | 秦大姐     |          |
| 2011 | 《傻春》             | 许敏容     |          |
| 2012 | 《从将军到士兵》     | 李露瑾     |          |
| 2012 | 《六块六毛六那点事》 | 那校长     |          |
| 2013 | 《新编辑部的故事》   | 戈玲       |          |
| 2014 | 《让生活充满阳光》   | 张玉英     |          |
| 2014 | 《生活永远沸腾》     | 李新凤     |          |
| 2015 | 《8848》             |            | 戲份被刪 |
| 2017 | 《东方有大海》       | 慈禧太后   |          |
| 待播 | 《传承》             | 客串       |          |

## 奖项与提名
| 年份   | 颁奖典礼                         | 奖项               | 作品               | 结果 |
| ------ | -------------------------------- | ------------------ | ------------------ | ---- |
| 1988年 | 第八届中国电影金鸡奖             | 最佳女配角         | 《老井》           | 獲獎 |
| 1988年 | 第11届大众电影百花奖             | 最佳女配角         | 《老井》           | 獲獎 |
| 1988年 | 首届中国电影表演艺术学会金凤凰奖 | 表演学会奖         | 《老井》           | 獲獎 |
| 1991年 | 第11届中国电影金鸡奖             | 最佳女主角         | 《遭遇激情》       | 提名 |
| 1992年 | 第15届大众电影百花奖             | 最佳女配角         | 《青春无悔》       | 獲獎 |
| 1992年 | 第六届东京国际电影节             | 最佳女演员         | 《蓝风筝》         | 獲獎 |
| 1992年 | 首届新加坡国际电影节             | 最佳女演员         | 《蓝风筝》         | 獲獎 |
| 1992年 | 第12届中国电视剧飞天奖           | 最佳女主角         | 《编辑部的故事》   | 獲獎 |
| 1998年 | 第18届中国电影金鸡奖             | 最佳女配角         | 《爱情麻辣烫》     | 提名 |
| 1999年 | 第36届台湾电影金马奖             | 最佳女配角         | 《天上人间》       | 提名 |
| 2002年 | 第20届中国电视金鹰奖             | 观众喜爱的女演员   | 《激情燃烧的岁月》 | 獲獎 |
| 2002年 | 第二届华语电影传媒大奖           | 内地最佳女主角     | 《虽说我不在乎》   | 獲獎 |
| 2003年 | 第21届中国电视金鹰奖             | 观众喜爱的女演员   | 《大脚马皇后》     | 獲獎 |
| 2003年 | 第三届华语电影传媒大奖           | 最受欢迎女演员银奖 | 《假装没感觉》     | 獲獎 |
| 2010年 | 第13届上海国际电影节传媒大奖     | 最佳女主角         | 《玩酷青春》       | 獲獎 |
| 2010年 | 第47届台湾电影金马奖             | 最佳女主角         | 《玩酷青春》       | 獲獎 |
| 2011年 | 第14届中国电影华表奖             | 优秀女演员         | 《玩酷青春》       | 提名 |
| 2011年 | 第28届中国电影金鸡奖             | 最佳女主角         | 《玩酷青春》       | 提名 |